# Dicranodontium
Dicranodontium là một chi rêu trong họ Dicranaceae.